# اختلال بيئي
اختلال التوازن البيئي يعرف الاختلال البيئي بأنه تدخل الإنسان في البيئة على نحو غير مدروس واحداث تغير في عناصرها مما يؤدي إلى حدوث اضطراب في العلاقات المتبادلة بين أجزاء النظام وظهور مشكلات بيئية.

## مسببات اختلال التوازن البيئي

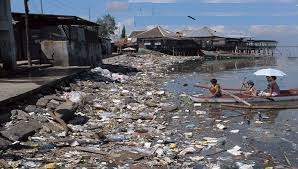

### زيادة نسبة غاز ثاني أكسيد الكربون في الجو
ادت الزيادة الكبيرة في استهلاك الفحم والنفط لانتاج الطاقة (المحرك الرئيس للاقتصاد العالمي) إلى زيادة تركيز غاز ثاني اكسيد الكربون في الغلاف الجوي مقارنة بما كان عليه الحال في الماضي.ولما كان غاز ثاني أكسيد الكربون من الغازات الضرورية للمحافظة على درجة حرارة الأرض فان ارتفاع نسبته ادى إلى ارتفاع درجات الحرارة وحدوث تغيرات في المناخ مما اثر سلبا في النظام البيئي للارض كائنات حية فيها.

### تراجع مساحات الغابات
ادى استخدام اراضي الغابات لاغراض الزراعة والبناء واستخدام الاخشاب في الصناعة وانتاج الطاقة إلى انحسار مساحة هذه الأراضي وتدمير مساحات واسعه من الغابات مما اضعف قدرتها على امتصاص غاز ثاني اكسيد الكربون وقضى على الكائنات الحيه ومواطنها ودمر النظام الحيوي في هذه اليئات وأسهم في تراجع معدلات هطل الأمطار.

### زيادة استخدام الاسمدة الكيميائية
ادى استخدام كميات كبيرة من سماد النتروجين والفوسفور في الأراضي الزراعية إلى تسرب هذه المواد إلى باطن التربة ثم انتقالها إلى مياه البحار والمحيطات مما تسبب في تدمير النظم البيئية
من الانظمة البيئية التي امتد تأثير المواد الكيميائية اليها الشعب المرجانية ويقدر العلماء ان نصف الغطاء العالمي من هذه الشعوب قد دمر.

### استخدام البلاستيك في الصناعة
تعد مادة البلاستيك من أكثر المواد تأثيرا في الانظمة البيئية اذ يستغرق تحللها في التربة آلاف السنين.يذكر ان مصانع البلاستيك في العالم أنتجت نحو 6 مليارات طن من البلاستيك حتى عام 2010 ميلادي.

## اقرأ أيضا
- البيئة
- علم البيئة
- توازن بيئي
- أنواع رائدة
- حماية البيئة البحرية